# Нагуєвицька сільська рада
Нагуєвицька сільська рада — орган місцевого самоврядування у Дрогобицькому районі Львівської області з адміністративним центром у с. Нагуєвичі.

## Загальні відомості
Історична дата утворення: в 1991 році. Водоймища на території, підпорядкованій даній раді: річка Радичів.

## Історія
25 червня 2009 року Верховна Рада України відновила селу Івана Франка Дрогобицького району Львівської області колишнє найменування — село Нагуєвичі; Івано-Франківську сільську раду перейменовано на Нагуєвицьку.

## Населені пункти
Сільській раді підпорядковані населені пункти:
- с. Нагуєвичі

## Склад ради
Рада складається з 16 депутатів та голови.